# Grupo Medianova
Grupo Medianova é uma empresa angolana que publica vários periódicos e medias eletrónicas. A holding é liderada por Álvaro Torre.

## Histórico
O Grupo Media Nova arrancou em 2008 e surge com o propósito de produzir e distribuir conteúdos de mídia para a sociedade angolana. A sua actividade diverge nos variados canais de comunicação que possuí, assegurando informação e entretenimento com a mais elevada qualidade e profissionalismo.

## Empresas
O Media Nova dispõe um vasto produtos e marcas e empresas do grupo.

### Atuais

#### Televisão
- TV Zimbo - maior empresa emissora do grupo, presente em praticamente todo o território angolano. Inaugurada em 14 de Dezembro de 2008.

#### Rádio
- Rádio Mais - é uma estação de rádio privada angolana, que cobre as 4 províncias de Angola como Luanda,Benguela,Huambo e Huíla.

#### Revistas
- Revista Exame - é uma revista dos negócios, as grandes oportunidades, a economia e seus desafios. Indispensável aos decisores de topo, atentos à marcha do progresso e da modernidade.

#### Jornais
- O País
- Semanário Económico (extinto)

#### Mídia
- Damer Gráfica[2] - A tipografia Damer Gráfica, S.A também pertence o grupo se bem que em propriedade ou independente com os mesmos accionistas.
- MN Distribuidora - é a empresa do grupo que serve para distribuição.
- Publivision[3] (extinta)

## Presidentes do Conselho de Administração
| Nome                 | Início mandato | Fim mandato       |
| -------------------- | -------------- | ----------------- |
| João Van-Dúnem (†)   | 2009           | fevereiro de 2013 |
| Filipe Correia de Sá | março de 2013  | março de 2013     |